# Dmanissi
Dmanissi (georgisch დმანისი englisch dmanisi) ist eine Stadt im südlichen Georgien in der Region Niederkartlien, die etwa 85 km südwestlich der Hauptstadt Tiflis liegt.
Dmanissi ist Verwaltungssitz der Munizipalität Dmanissi. Ihre Blütezeit erlebte die Stadt im 12. Jahrhundert. Weltweit bekannt wurde der Ort durch die seit 1991 gefundenen, 1,8 Millionen Jahre alten homininen Fossilien von Dmanissi.

## Lage
Dmanissi befindet sich vor der Dschawacheti-Gebirgskette auf einem Plateau an der Mündung des Flusses Pinesauri in den Fluss Maschawera auf 1171 m. In der Nähe liegt das Dorf Patara Dmanissi.

## Geschichte

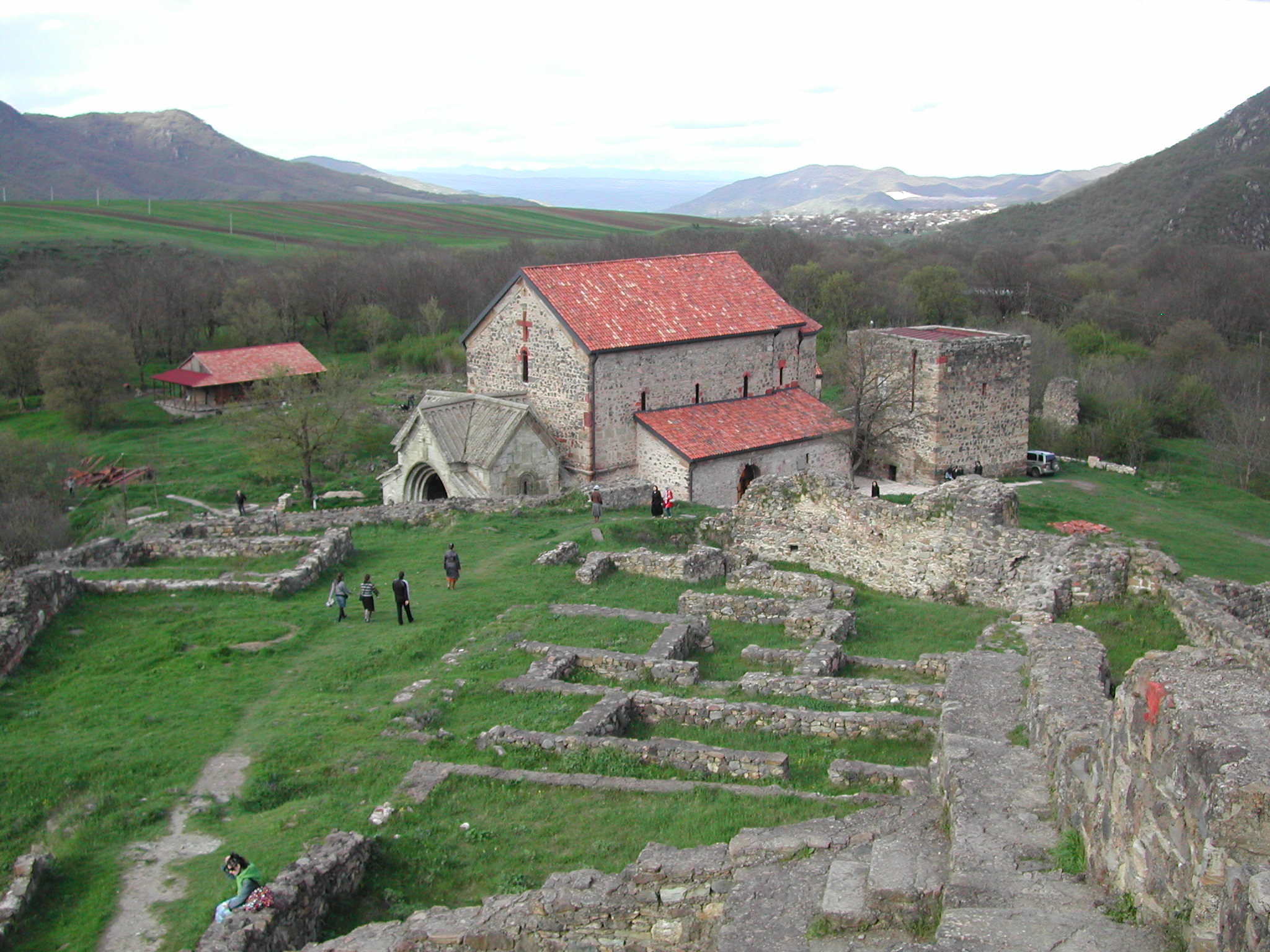
Sioni-Kirche, eine Dreikirchenbasilika aus dem 6./7. Jahrhundert, von Nordosten

Das Dmanissi-Plateau war bereits vor 1991 durch tausende von Tierfossilien bekannt, die als Leitfossilien für das „Obere Villanium“ in Zentraleuropa dienten, einer Epoche vor 2,5 bis 1,3 Millionen Jahren. Seit 1991 wurde das Plateau durch paläontologische Funde berühmt, bei denen auf einer Fundfläche von nur 150 Quadratmetern bis heute über 50 Körperskelettteile und steinerne Artefakte entdeckt wurden, die sich auf ein Alter von 1,75 Millionen Jahre datieren lassen. Es gibt Bemühungen, die Ausgrabungsstätte als Kulturdenkmal in die Liste des UNESCO-Welterbe aufnehmen zu lassen.
2001 gruben Wissenschaftler der Georgischen Akademie der Wissenschaften und des Römisch-Germanischen Zentralmuseums, Mainz, den Schädel eines 1,8 Millionen Jahre alten Frühmenschen aus. Es handelte sich um den bisher ältesten gesicherten Fund der Gattung Homo außerhalb des afrikanischen Kontinents. Die Diskussion, ob es sich um einen frühen Homo erectus, um einen späten Homo habilis oder gar um eine neue Art („Homo georgicus“) handelt, ist noch nicht abgeschlossen. Grabungsleiter war zunächst Prof. Léo Gabounia und nach dessen Tod einer seiner Schüler, der Generaldirektor des Georgischen Nationalmuseums, Dawit Lortkipanidse.
Der historische Name des Gebietes um Dmanissi war Baschkitscheti. Die Stadt Dmanissi war eine von Christen bewohnte Stadt, die an der alten Seidenstraße zwischen Byzanz und Handelszentren in Armenien und Persien lag. Sie wurde spätestens im 5. Jahrhundert angelegt und war von einer Festungsanlage geschützt.
Unter den mittelalterlichen Ruinen wurden inzwischen auch die Überreste einer bronzezeitlichen Siedlung entdeckt.

## Museum

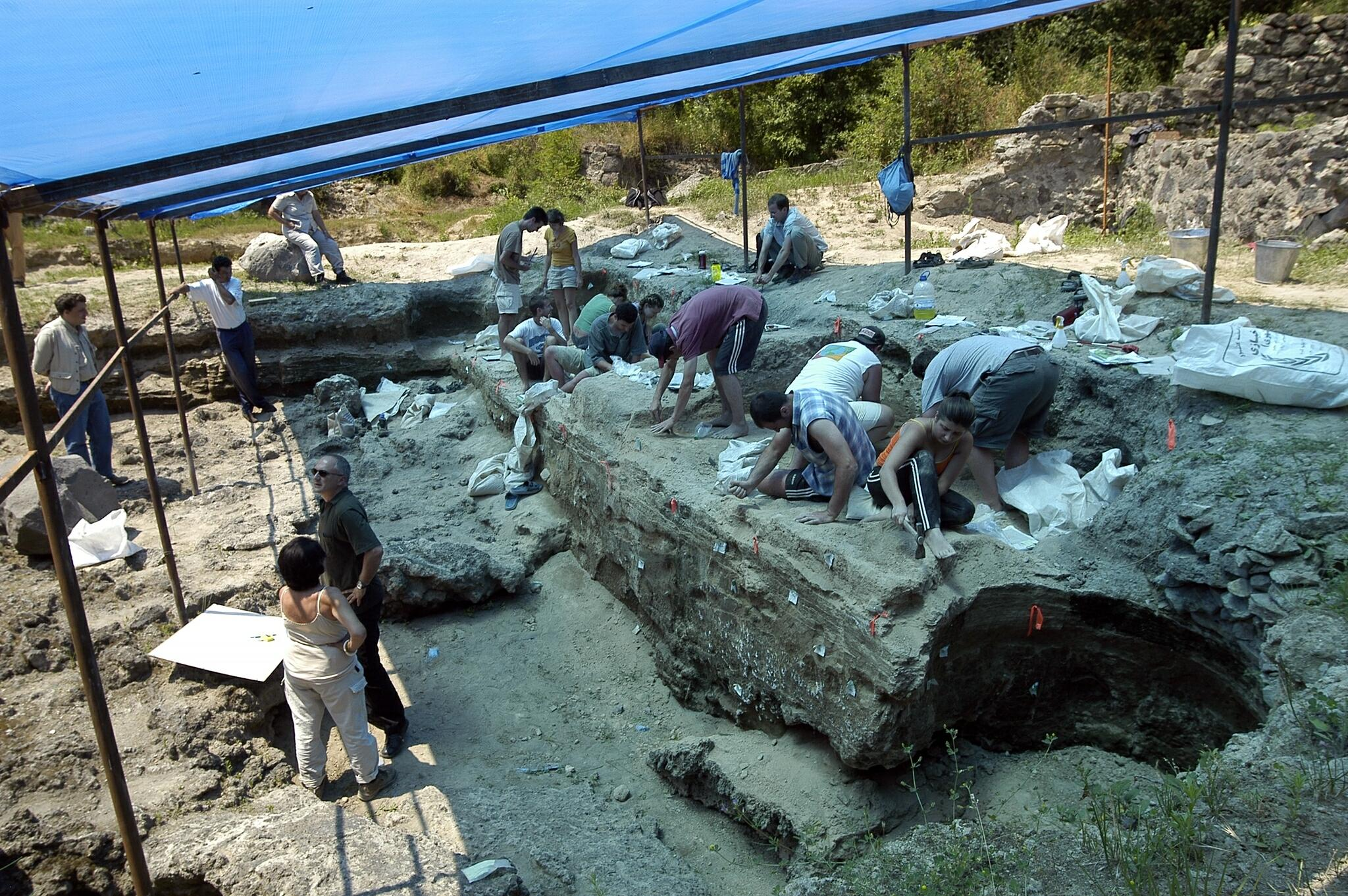
Ausgrabungen in Dmanissi, 2007

Im September 2009 wurden wichtige Teile der Grabungsflächen durch eine moderne Holz-/Stahl-Konstruktion überdacht und unter dieser zugleich Beobachtungsbereiche für Besucher eingerichtet. Auch benachbarte, bronzezeitliche und mittelalterliche Ausgrabungsflächen wurden durch Bohlenwege für Besucher zugänglich gemacht. Geplant ist ferner ein Besucherzentrum.
1989 wurde eine Filiale des Georgischen Nationalmuseums eingerichtet, das die Ausgrabungen erhalten und der Öffentlichkeit zugänglich machen soll. Es präsentiert eine Sammlung mittelalterlicher Keramik, Gläser, Metallarbeiten und Münzen. Die in Dmanissi gefundenen prähistorischen Gebeine von Tieren und Menschen werden im Staatlichen Simon-Dschanaschia-Museum in Tiflis gezeigt.